# آرنولد کلبس
آرنولد سی. کلبس (انگلیسی: Arnold C. Klebs؛ ۱۷ مارس ۱۸۷۰ – ۶ مارس ۱۹۴۳) پزشک و میکروب‌شناس اهل سوئیس و فرزند باکتری‌شناس نامدار ادوین کلبس بود. تخصص او در زمینهٔ تحقیق و بررسی دربارهٔ بیماری سل بود.
وی مدرک دکترای پزشکی خود را در سال ۱۸۹۶ از دانشگاه بازل دریافت داشت و برای کار به ایالات متحده آمریکا رفت. او به مدت یک‌سال در دانشگاه جانز هاپکینز با ویلیام آسلر همکاری داشت.
او کتابخانه بسیار بزرگ و ارزشمندی داشت که در سال ۱۹۳۹ آن را به هاروی ویلیام کوشینگ تقدیم کرد. این مجموعه مشتمل بر چندین اینکانوبولا، رساله‌هایی دربارهٔ طاعون، گیاهان دارویی، سل و تلقیح و واکسیناسیون بود. این کتابخانه تنها ۳۰۰۰ کتاب و رساله دربارهٔ بیماری سل داشت.